# Schalenaufbau
Der schalenartige Aufbau ist ein Charakteristikum der meisten Himmelskörper – fast unabhängig davon, ob sie gasförmig oder fest sind.

Aufbau der Erde: wichtigste Schalen und ihre Tiefe

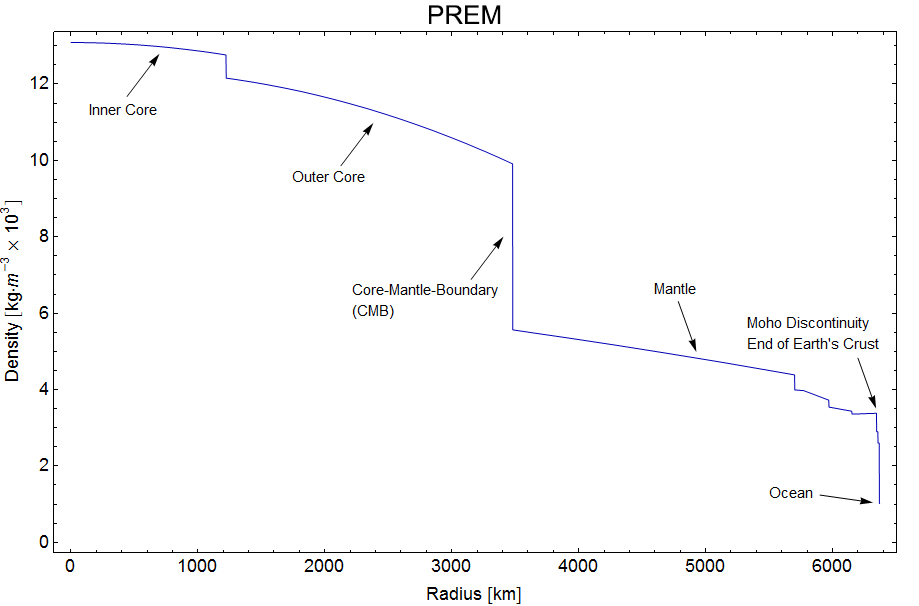
Dichteverteilung der Erde nach dem PREM

Terrestrische Planeten haben einen inneren Aufbau, der sich wie bei dem Aufbau der Erde in Kruste, Mantel und Kern gliedert. Dabei nimmt die durchschnittliche Dichte jeder Schale nach innen zu. Bei der Erde betragen die typischen Dichtewerte etwa 2,6 bis 3 g/cm³ für die Kruste, 3–5 für den zähplastischen Erdmantel und über 10 für den großteils flüssigen, stark eisenhaltigen Erdkern.
Die Kerne von Merkur, Venus und Mars sind – wie jener der Erde – ebenfalls hauptsächlich aus Eisen, aber bei Venus und Mars relativ zum Gesamtkörper etwas kleiner, der von Merkur dagegen ist im Verhältnis größer.
Auch die riesigen Gasplaneten Jupiter, Saturn, Uranus und Neptun haben metallische Kerne, die allerdings auch aus stark komprimiertem Wasserstoff bestehen können. Sie machen sich durch ihr Magnetfeld nach außen bemerkbar sowie durch die Struktur des Schwerefeldes.
Die Ursache der Ausbildung von Schalen bei planetaren Körpern ist die Trennung ihrer Ursubstanz durch gravitative Differenzierung.
Bei der Sonne und den Fixsternen ist der Schalenaufbau weniger durch die chemische Struktur charakterisiert als vielmehr durch Temperatur, Druck und Energiehaushalt.